# Вращение

Вращение сферы вокруг оси.

Враще́ние — круговое движение объекта. В плоскости объект вращается вокруг центра (или точки) вращения. В трёхмерном пространстве объект вращается вокруг линии, называемой осью. Если ось вращения расположена внутри тела, то говорят, что тело вращается само по себе или обладает спином, который имеет относительную скорость и может иметь момент импульса. Круговое движение относительно внешней точки, например, вращение Земли вокруг Солнца, называется орбитальным движением или, более точно, орбитальным вращением.

## Математика

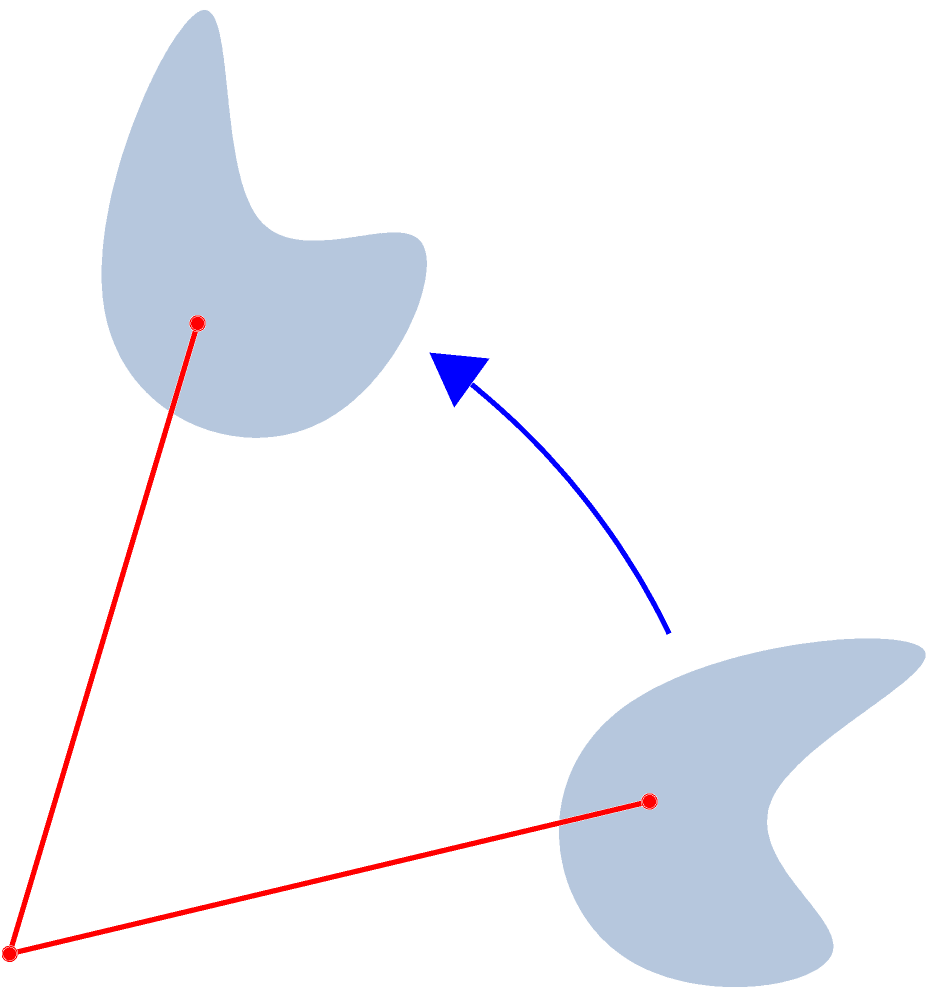
Вращение плоской фигуры вокруг точки

Слово «вращение», как и слово «движение», в математике имеет два значения. Во-первых, движением называется непрерывный процесс перемещения, а во-вторых, причём намного чаще, в математике движением называют изометрическое преобразование, интересуясь лишь начальным и конечным положениями. Соответственно слово «вращение» также может относиться как к непрерывному процессу, так и к изометрическому преобразованию. В последнем случае чаще употребляется термин «поворот».
Математически вращение — это такое движение абсолютно твёрдого тела, которое, в отличие от переноса, сохраняет неподвижными одну или несколько точек. Это определение применимо как для плоского, так и для трёхмерного пространства. Вращение в трёхмерном пространстве сохраняет неподвижной линию, то есть в трёхмерном пространстве вращение происходит вокруг оси. Это является следствием теоремы вращения Эйлера.
Полный набор движений абсолютно твёрдого тела включает вращение, перенос или их комбинацию.
Если на вращение вокруг точки или оси накладывается второе вращение вокруг той же точки/оси, результатом будет третье суммарное вращение. Реверс (инверсия) вращения также является вращением. Таким образом, все виды вращений вокруг точки/оси образуют группу: группу вращений. Однако, вращение вокруг точки или оси и вращение вокруг другой точки/оси может иногда дать в результате другое движение, например, перенос.
Вращение вокруг осей x, y и z называется основным вращением. Вращение вокруг произвольной оси можно рассматривать последовательно, по составляющим: сначала вращение вокруг оси x, затем как вращение вокруг оси y, и затем вращение вокруг оси z. Иначе говоря, для пространственного вращения можно сделать декомпозицию на основные составляющие.
В динамике полёта основные оси вращения называются тангаж, рыскание и крен. Эта же терминология используется в компьютерной графике.

## Физика

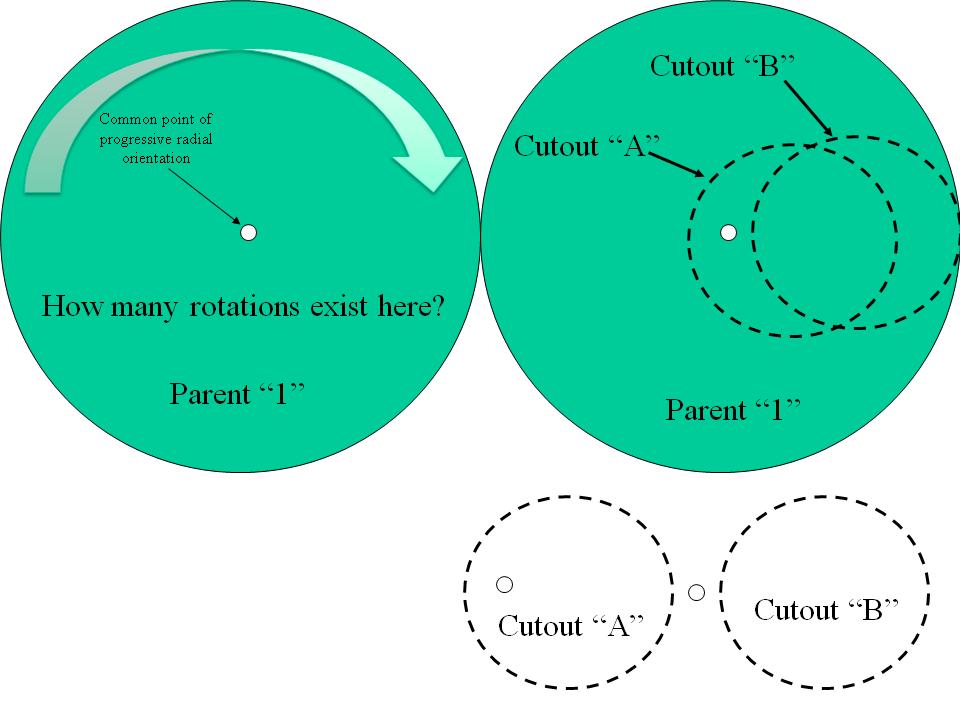
Орбитальное движение в сравнении со спином

Скорость вращения задаётся угловой частотой (рад/с), частотой (обороты/с, обороты/мин) или периодом (секунды, дни, и т. д.). Изменение во времени угловой частоты есть угловое ускорение (рад/с²). Это изменение вызывается моментом силы. Отношение момента силы к угловому ускорению показывает, насколько трудно начать, остановить или изменить вращение, и называется моментом инерции.
Вектор угловой скорости описывает направление вращения. Аналогично, момент силы тоже является вектором.
В соответствии с правилом правой руки направление от наблюдателя соответствует вращению по часовой стрелке, а направление к наблюдателю — против часовой стрелки, как у винта.
Вращение — это просто последовательная радиальная ориентация на общую точку. Общая точка расположена на оси вращения, которая перпендикулярна плоскости вращения. Если ось вращения расположена вне тела, то говорят, что тело находится на орбите. Не существует принципиальной разницы между «вращением», «орбитальным движеним» и/или «спином». Различие просто в месте расположения оси вращения: либо она внутри вращающегося тела, либо снаружи. Это различие можно продемонстрировать как для «жёсткого», так и «нежёсткого» тела.

## Астрономия
В астрономии вращение является часто наблюдаемым явлением. Звёзды, планеты и аналогичные тела вращаются вокруг своих осей. Скорость вращения планет Солнечной системы была впервые измерена путём зрительного наблюдения. Скорость вращения звёзд измеряется по доплеровскому смещению или отслеживанием активных участков на поверхности.
Это вращение имеет центробежное ускорение в системе отсчёта на Земле, которое слегка компенсирует силу гравитации вблизи экватора. Первый эффект состоит в том, что на экваторе вес объекта слегка меньше. А другой эффект заключается в том, что Земля слегка деформирована в форму сплюснутого у полюсов сфероида.
Другое следствие вращения планет состоит в явлении прецессии. Подобно гироскопу, общий эффект состоит в лёгком «вихлянии» движения оси планет. В настоящее время наклон земной оси к орбитальной плоскости (плоскости эклиптики) составляет 23,45 градуса, но этот угол медленно изменяется. (Смотри также Предварение равноденствий).

### Вращение и орбитальное движение

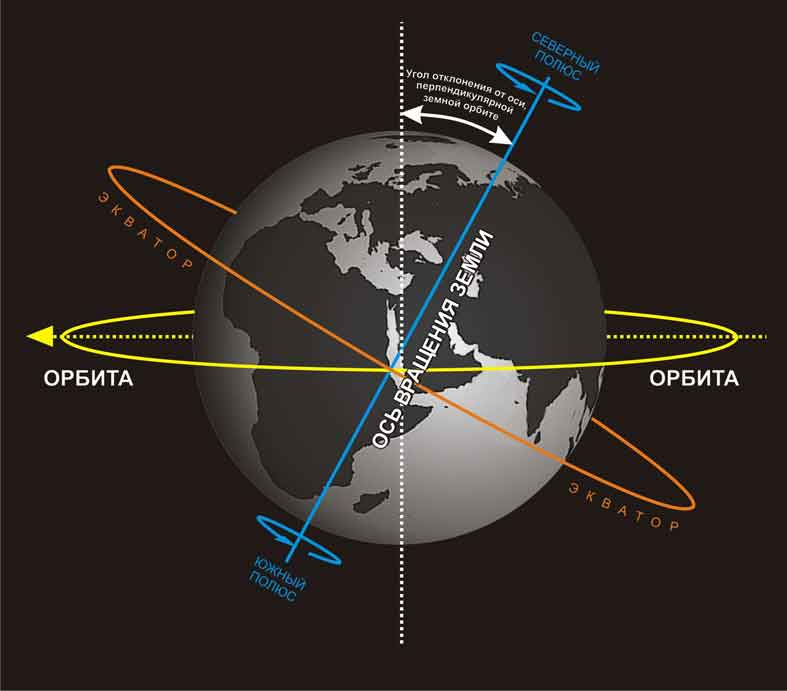
Связь между осью вращения, плоскостью орбиты и наклоном оси вращения (для Земли).

Поскольку движение по орбите часто используется как синоним вращения, во многих науках, особенно в астрономии и смежных областях, орбитальное движение применяется тогда, когда одно тело движется вокруг другого, тогда как вращение используется для обозначения вращения вокруг оси. Спутники вращаются вокруг своих планет, планеты движутся вокруг своих звёзд (как, например, Земля вокруг Солнца), а звёзды медленно вращаются вокруг своих центров галактик. Движение составных частей галактик является сложным, но оно обычно включает в себя элементы вращения.

### Инверсное вращение
Большинство планет нашей солнечной системы, включая Землю, вращаются вокруг своей оси в том же направлении, в котором они движутся по орбите вокруг Солнца. Исключение составляют Венера и Уран. Уран тоже вращается почти в том же направлении по отношению к своей орбите. Современная гипотеза состоит в том, что Уран начинал первоначальное вращение точно в той же ориентации, что и движение по орбите, однако затем получил сильный боковой удар на раннем этапе своей истории. Венеру можно считать медленно вращающейся в обратном направлении (или «сверху вниз»). Карликовая планета Плутон (ранее считавшийся планетой) тоже имеет аномальное вращение.

## Авиация

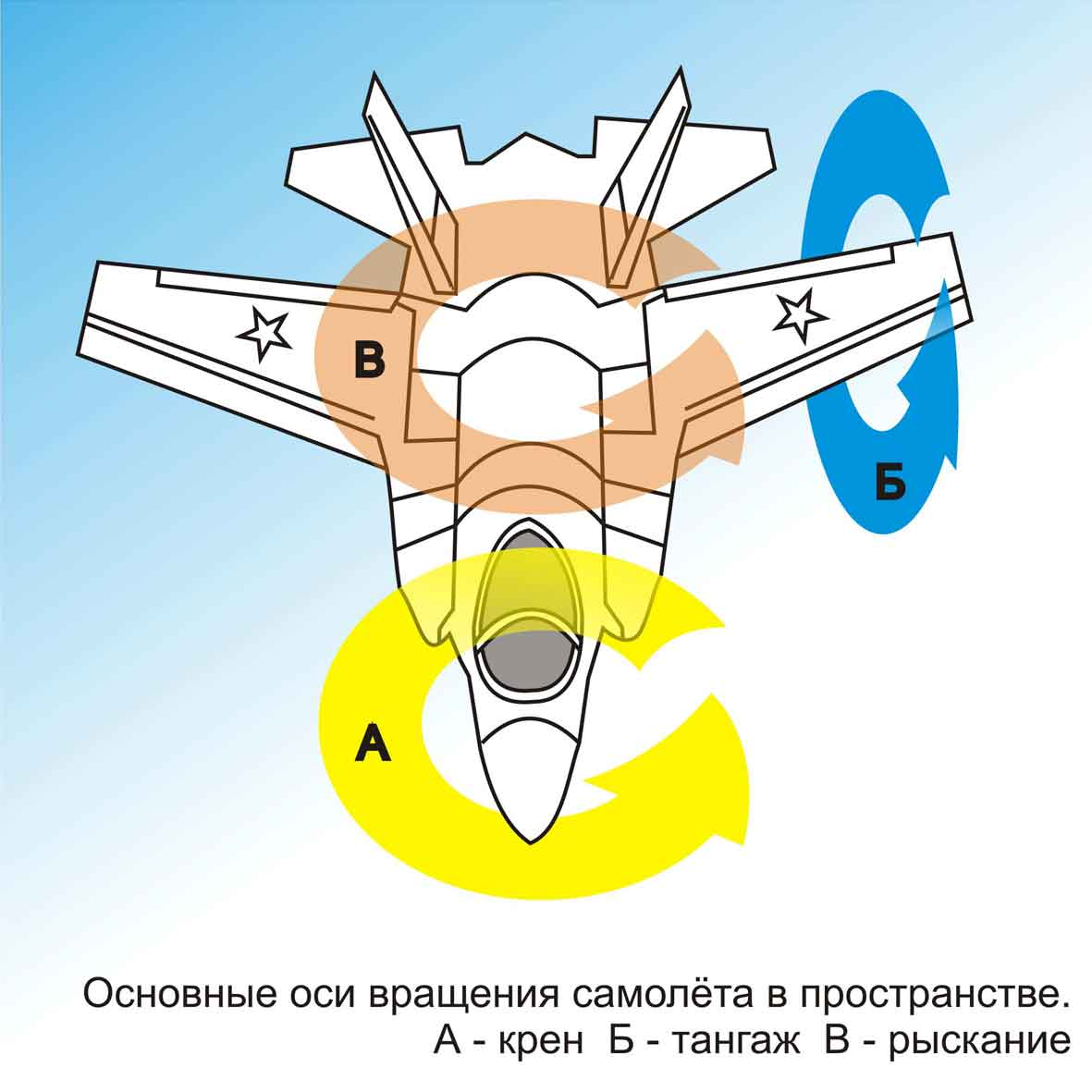
Основные оси вращения самолета в пространстве. А — крен, Б — тангаж, В — рысканье

В динамике полёта известны три варианта вращения летательных аппаратов: тангаж, рыскание и крен. Термин «вращение» в авиации используется также для обозначения тангажа подъёма (нос поднимается вверх), в частности, при наборе высоты после взлёта.

## Развлекательные аттракционы
Многие развлекательные аттракционы используют вращение. Колесо обозрения имеет центральную горизонтальную ось и параллельные ей оси в каждой корзине, вокруг которых вращение, противоположное основному вращению, осуществляется под действием гравитации или от механического привода. В результате корзины всё время сохраняют вертикальное положение (не вращаются). При этом вектор перемещения каждой корзины описывает окружность. Карусель обеспечивает вращение вокруг вертикальной оси. Многие аттракционы обеспечивают одновременное вращение вокруг нескольких осей. В качающейся карусели вращение вокруг вертикальной оси обеспечивает двигатель, а вращение вокруг горизонтальной оси вызывается центростремительной силой. В американских горках при вращении вокруг горизонтальной оси сила инерции удерживает людей на своих местах в течение одного или нескольких оборотов.

## Спорт
Вращение играет важную роль во многих видах спорта. Кручёные удары топспин и бэкспин в теннисе, закручивание футбольного мяча. Закрутки шара левая, правая, верхняя и нижняя, называемые в бильярде винтами. Удар типа бросок по дуге в бейсболе и крикете. Заклон, бильманн, либела и другие вращения в фигурном катании. Ракетки в настольном теннисе совершенствуются, чтобы игроки могли при ударе закручивать шарик.